# Тингино
Тингино — деревня в Манском районе Красноярского края. Входит в состав Каменского сельсовета.

## География
Деревня находится в центральной части края, в лесостепной зоне, на правом берегу реки Тингина (приток Есауловки), при автодороге Р255, на расстоянии приблизительно 18 километров (по прямой) к северо-востоку от Шалинского, административного центра района. Абсолютная высота — 352 метра над уровнем моря.
Климат
Климат характеризуется как резко континентальный, с продолжительной морозной зимой и коротким тёплым летом. Средняя температура воздуха самого тёплого месяца (июля) составляет 19,1 °C (абсолютный максимум — 36 °C); самого холодного (января) — −18,2 °C (абсолютный минимум — −53 °C). Продолжительность безморозного периода не превышает 83 дней. Среднегодовое количество атмосферных осадков составляет 454 мм, из которых 369 мм выпадает в период с апреля по октябрь.

## История
По данным 1926 года в деревне имелось 73 хозяйства и проживал 371 человек (174 мужчины и 197 женщин). В национальном составе населения того периода преобладали русские. В административном отношении входила в состав Тертежского сельсовета Манского района Красноярского округа Сибирского края.

## Население
| 2010 |
| ---- |
| 10   |

Половой состав
По данным Всероссийской переписи населения 2010 года в гендерной структуре населения мужчины составляли 40 %, женщины — соответственно 60 %.
Национальный состав
Согласно результатам переписи 2002 года, в национальной структуре населения русские составляли 91 % из 32 чел.